# Église Saint-Corneille-et-Saint-Cyprien de La Baconnière
L'église Saint-Corneille-et-Saint-Cyprien est une ancienne église située à La Baconnière, en France.

## Localisation
L'église était située sur la commune de La Baconnière, dans le département de la Mayenne.

## Historique
L'église a remplacé une première église au vocable de saint Corneille et de saint Cyprien. Sa nef remontait au XIIe siècle et elle était flanquée de deux chapelles du XVIIe. Devenue insuffisante du fait de l'accroissement de la population, la nouvelle construction est envisagée en 1844 et couverte par une souscription en 1862.
Construite sur les plans de Pierre-Aimé Renous en style néo roman, la première pierre est posée en 1864 et elle est bénite en 1866. La réception des travaux à lieu le 19 juin 1868.
Son état inquiète à partir des années 1980 et l'église est fermée au public pour des raisons de sécurité le 16 mai 2014. La tempête Miguel du 7 juin 2019 arrache une partie du toit qui s'écroule dans le chœur. Une étude historique est réalisée en 2021,. La remise en état à la charge de la commune, qui en est propriétaire, est jugée trop onéreuse — 6 millions d'euros pour une rénovation complète, 4 millions pour une restauration des transepts et absides, 1,4 million si on ne conserve que le clocher — et le maire annonce le 21 janvier 2023 la décision de démolir l'église après le décret d'exécration pris par l'évêque de Laval. Le 30 janvier, cette décision est approuvée à l'unanimité par le conseil municipal. Elle se heurte toutefois à l'opposition d'associations de défense du patrimoine,.
La destruction effective commence le 31 juillet 2023,. Les travaux de démolition durent une semaine
La reconversion du site n'est pas encore arrêtée.

## Description
Elle était constituée d'un clocher-porche placé sur son extrémité occidentale, d'une nef unique à cinq travées, d'un transept avec deux absidioles étagées de chaque côté et d'un chœur se terminant en abside semi-circulaire. Les sculptures de la façade sont l'œuvre de Raymond Dubois.
Elle était ornée d'un retable de 1870 sorti de l'atelier Herold et de quatorze verrières d'Auguste Alleaume répertoriées dans l'inventaire régional. La cloche de l'ancien édifice datée de 1584 avait été replacée dans le clocher.

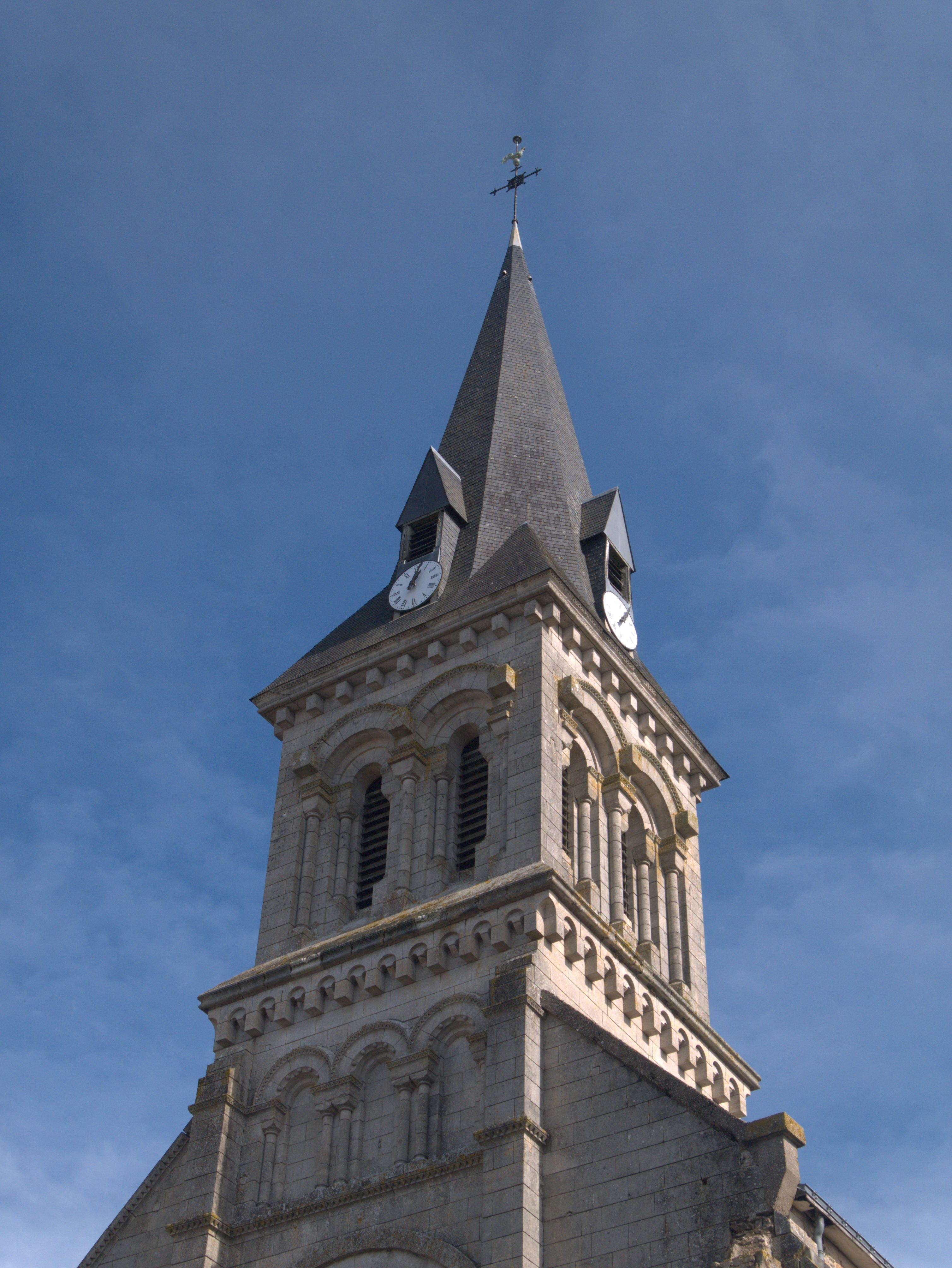
Clocher.
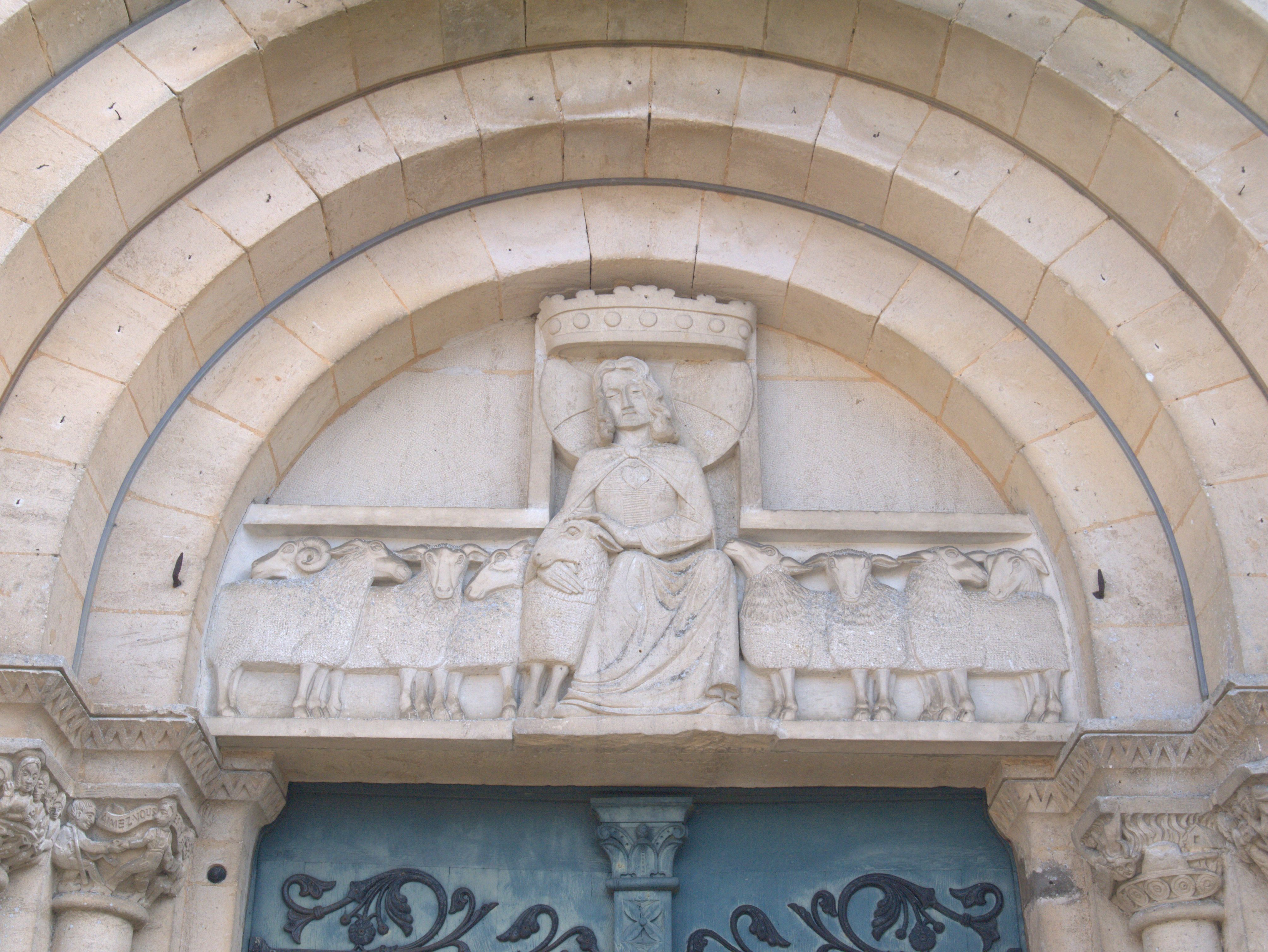
Détail du tympan préservé de la destruction.
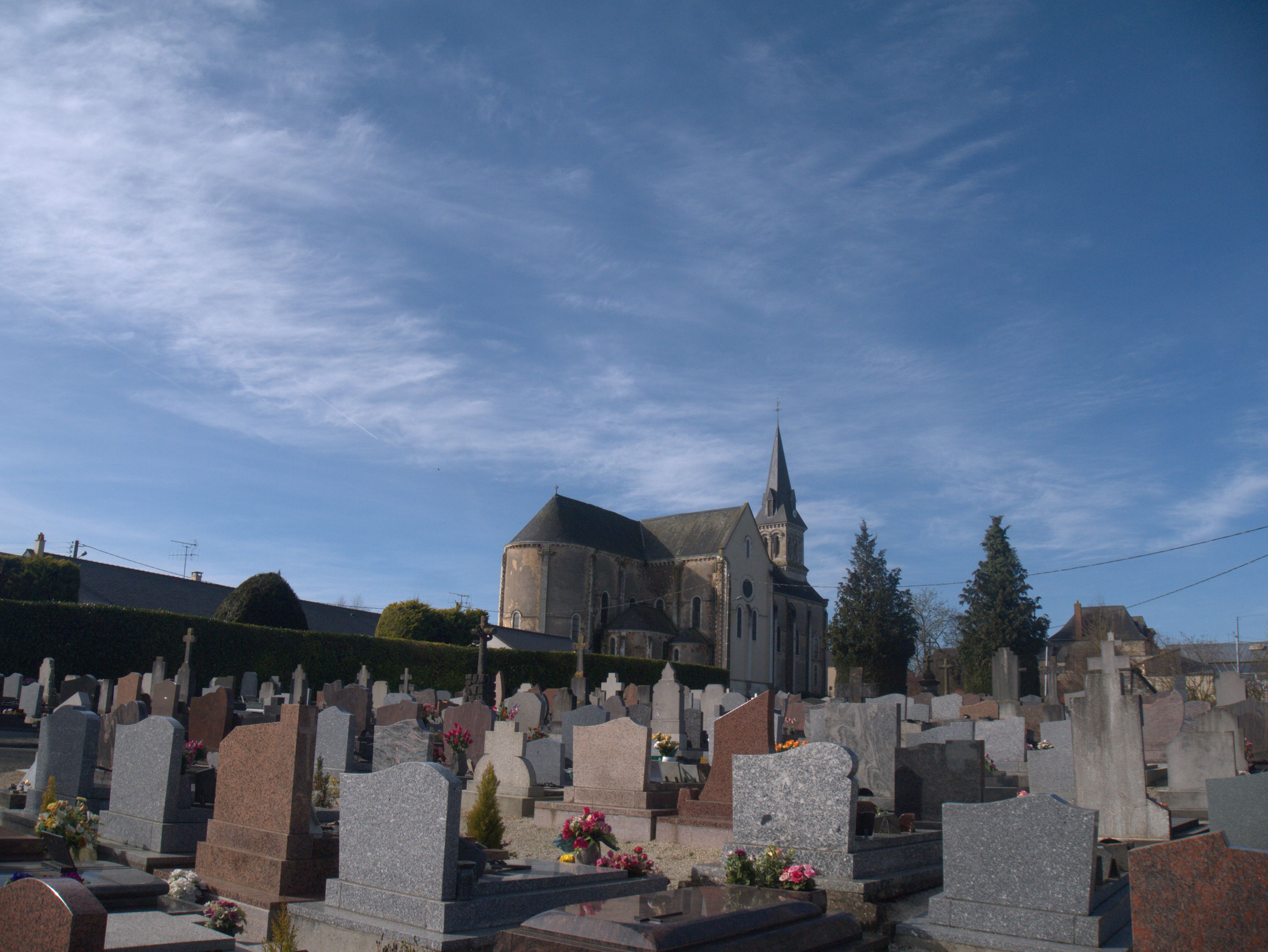
L'église vue du cimetière.

## Parties préservées
Au 11 août 2023, la fin des opérations de démolition laisse préservée une partie de la façade et de la base du clocher ainsi que le soutènement des murs formant la nef et le chœur de l'église.